# Qiyang
Qiyang, tidigare romaniserat Kiyang, är ett härad som lyder under Yongzhous stad på prefekturnivå i Hunan-provinsen i södra Kina.